# 藤倉ダム (福島県)

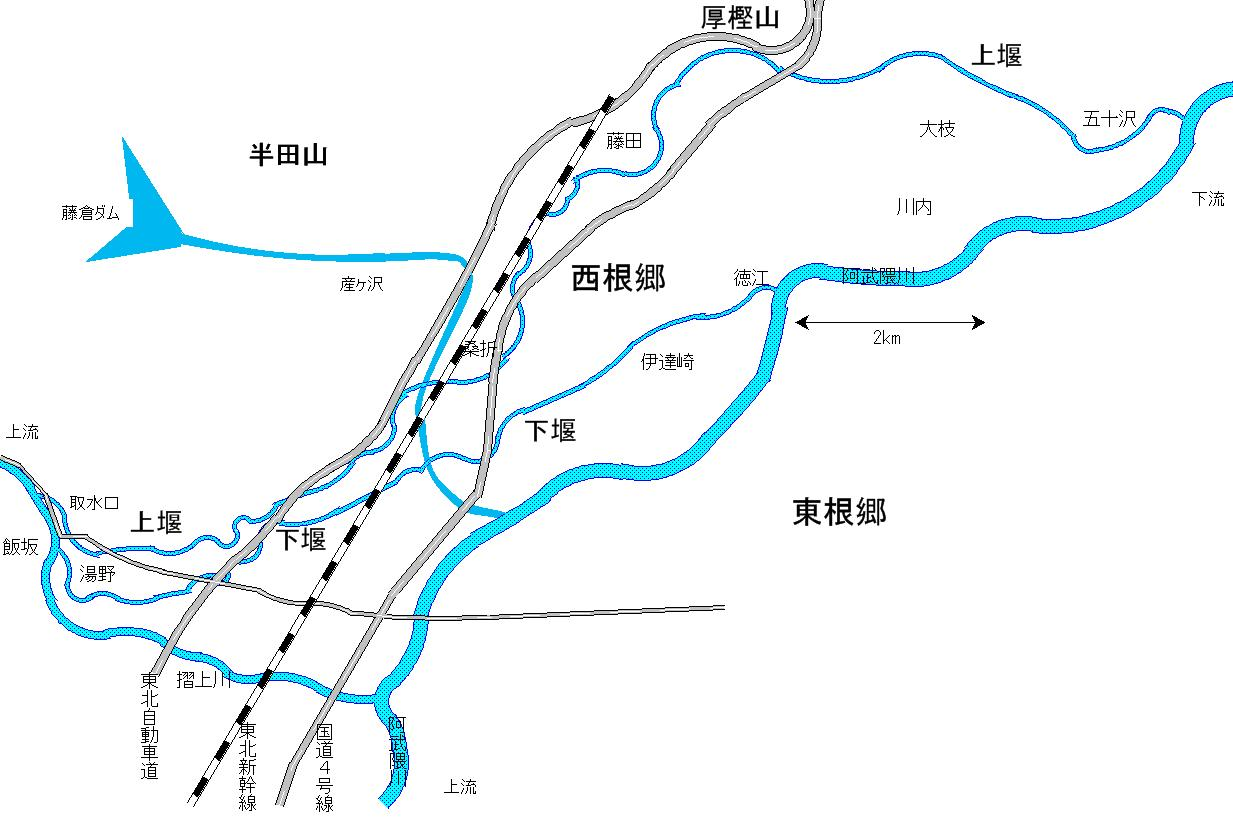
西根堰略地図

藤倉ダム（ふじくらダム）は、福島県伊達郡桑折町藤倉にある、一級河川阿武隈川水系産ヶ沢川に建設されたダムである。

## 概要
桑折町西部の産ヶ沢川源流部にある、高さ36.5mの重力式コンクリートダムである。桑折町を始めとした阿武隈川西岸の地域は1618年（元和4年）に開削された、福島市飯坂町湯野の摺上川より取水する西根堰によって灌漑されているが、土水路であったために老朽化と水路勾配の不規則さから末端部での水不足が発生したことから、1960年（昭和35年）6月より県営かんがい排水事業西根堰地区の一環として西根堰の改修とともに建設が始まり、1967年に竣工した。福島県内のダムでは初めてとなる、県内の事業者が施工したダムである。現在は1960年（昭和35年）9月1日に発足した福島県西根堰用水改良事務所に管理が委託されている。下流の芝堤頭取工で西根堰へ取水され、農業用水として利用されている。

## その他
- 桑折町中心部からダムに向かう管理用道路は落石のため長年に渡り使われておらず、北側の半田山自然公園から当ダムに至る林道産ヶ沢線が主に用いられる。

## 近隣
- うぶかの郷 - ダム管理用道路沿線の麓に位置する桑折町営の入浴・宿泊施設。